# Bertoldo Orsini, di Napoleone

Stemma originario degli Orsini prima della successione Anguillara

Bertoldo Orsini (1295 circa – Roma, 16 febbraio 1353) è stato un politico italiano.

## Biografia
Era figlio di Napoleone di Orso Orsini, signore di Mugnano. 
Ereditò dal padre enormi ricchezze e fu senatore di Roma e vicario di Roberto d'Angiò, nel momento in cui si fronteggiavano le potenti famiglie dei Colonna e degli Orsini. Fu tra gli ambasciatori che resero omaggio al nuovo papa Clemente VI il 7 maggio 1342. Durante il regime di Cola di Rienzo Bertoldo e altri senatori venne incarcerato e liberato nel dicembre 1347. Morì il 16 febbraio 1353 durante i tumulti popolari scoppiati a Roma a seguito della scarsità di grano.

## Discendenza
Bertoldo sposò in prime nozze Mabilia e in seconde nozze Giacoma (Jacopa) Colonna. Ebbe una figlia, Paola, citata nel testamento del padre come erede di una ricca dote di 8.000 fiorini. Sposò in seconde nozze il condottiero Pandolfo II Malatesta.